# Ptazeta
Zuleima del Pino González, coneguda artísticament com a Ptazeta   (Las Palmas de Gran Canaria, 8 d'octubre de 1998), és una cantant i rapera espanyola.
Va néixer i es va criar a Las Palmas. L'octubre del 2021, va col·laborar amb el productor Bizarrap en la cançó «Ptazeta: Bzrp Music Sessions, Vol. 45», que va ocupar la 23a posició de la llista Argentina Hot 100. El 2022, va llançar la cançó «Mujerón» amb la rapera porto-riquenya Villano Antillano. El maig del 2022, va signar un contracte discogràfic amb Interscope Records.
Ptazeta és lesbiana i incorpora lletres queer a les seves obres.